# Vistule
Pour les articles homonymes, voir Wisła.
La Vistule (en polonais : Wisła, en latin : Vistula, en allemand : Weichsel) est le principal fleuve polonais, qui arrose notamment Varsovie et Cracovie, et le 9e plus long fleuve d’Europe.
La Vistule a donné son nom à une période glaciaire : la glaciation de la Vistule (en allemand : Weichsel-Kaltzeit, parfois traduit en français par glaciation de Weichsel). Elle forme la frontière historique entre peuples slaves et baltes[pas clair].

## Géographie
Elle prend sa source dans les Beskides occidentales en haute Silésie à 1 106 m d'altitude et parcourt 1 047 km à travers la Pologne avant de se jeter dans la mer Baltique près de Gdańsk. Le débit annuel moyen à l'embouchure est de 1 054 m3/s.
Le cours du fleuve peut être divisé en trois sections :
- le cours supérieur, de la source à Sandomierz où il reçoit le San, affluent de rive droite ;
- le cours moyen, de Sandomierz au confluent avec le Narew grossi du Boug, importants affluents de rive droite ;
- le cours inférieur, du confluent avec le Narew à l'embouchure par un delta dans la baie de Gdańsk. Le delta de la Vistule a connu d'importantes modifications de son tracé au cours des temps historiques.

## Bassin versant
Le bassin versant de la Vistule s'étend sur 194 424 km2, ce qui représente plus de 60 % de toute la Pologne et toute sa partie orientale (le reste du pays est principalement drainé par l'Oder (en polonais Odra). Le point le plus haut de ce bassin est situé dans les Tatras, à 2 663 m d'altitude, et son altitude moyenne est de 270 m. Cependant, 55 % de la surface se situe à des altitudes comprises entre 100 et 200 m et même, 75 % entre 100 m et 300 m. Le bassin est très dissymétrique, sa plus grande partie s'étend à l'est du fleuve.

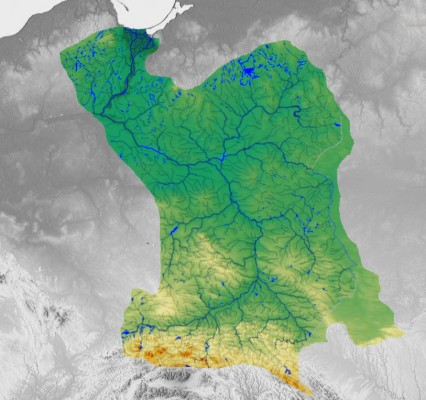
Bassin versant de la Vistule et ses affluents

## Hydrologie
L'aspect très plat des pays traversés explique que la Vistule est parfois à l'origine d'inondations catastrophiques, par exemple en 1813, 1888, 1934, 1960.
Le débit inter annuel ou module de la Vistule est de 248 m3/s pour une surface de bassin versant de 23 901 km2 à Szczucin, de 561 m3/s pour une surface de bassin versant de 84 857 km2 à Varsovie et de 1 042 m3/s pour une surface de bassin versant de 194 376 km2 à Tczew à 64 km de son embouchure.
Le débit moyen mensuel du fleuve ne présente pas d'importantes fluctuations saisonnières. Le régime pluvial varie approximativement du simple au double à Tczew avec un débit maximum de 1 879 m3/s en avril au moment de la fonte des neiges et un débit minimum de 733 m3/s en septembre.

## Principales villes traversées, du sud au nord
- Cracovie, Tarnobrzeg, Sandomierz, Varsovie, Płock, Włocławek, Toruń, Bydgoszcz, Grudziądz, Malbork, Gdańsk

## Galerie de photos

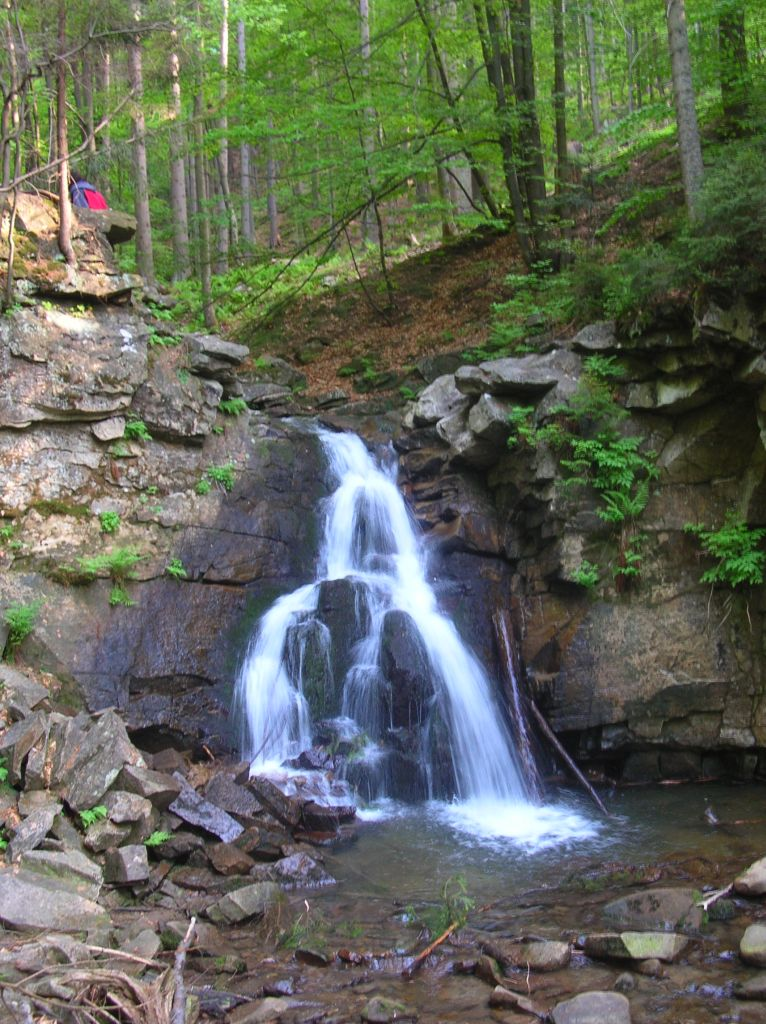
À proximité de la source
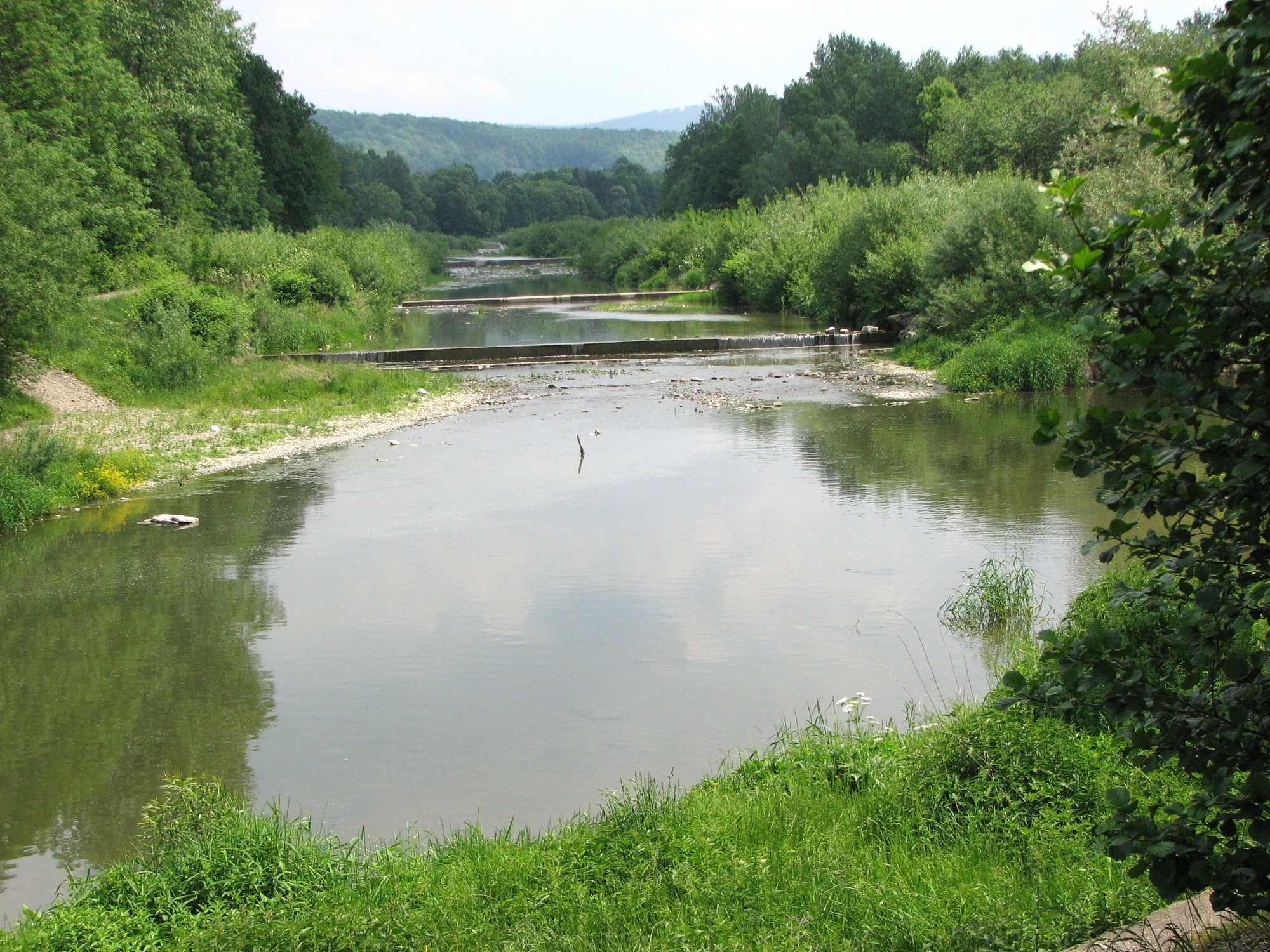
Vers Skoczów (ville)
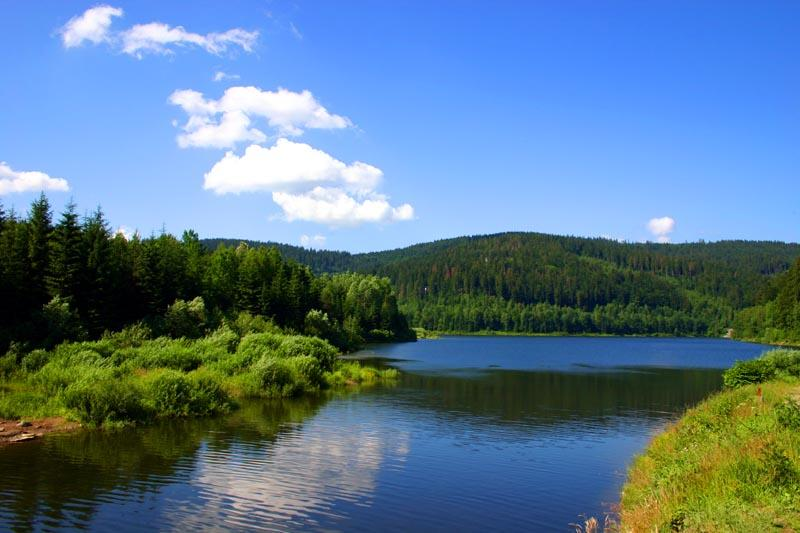
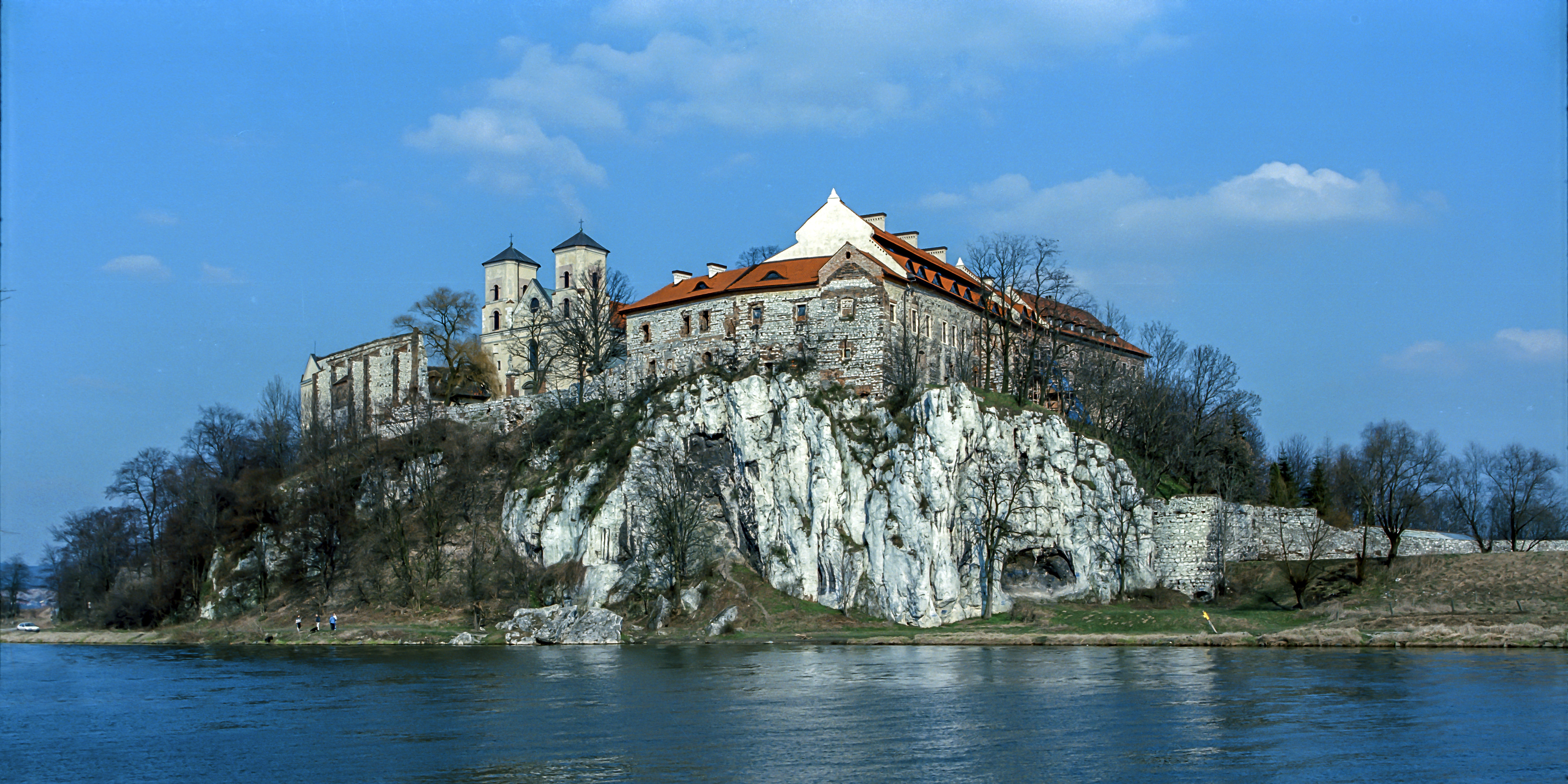
L'abbaye de Tyniec
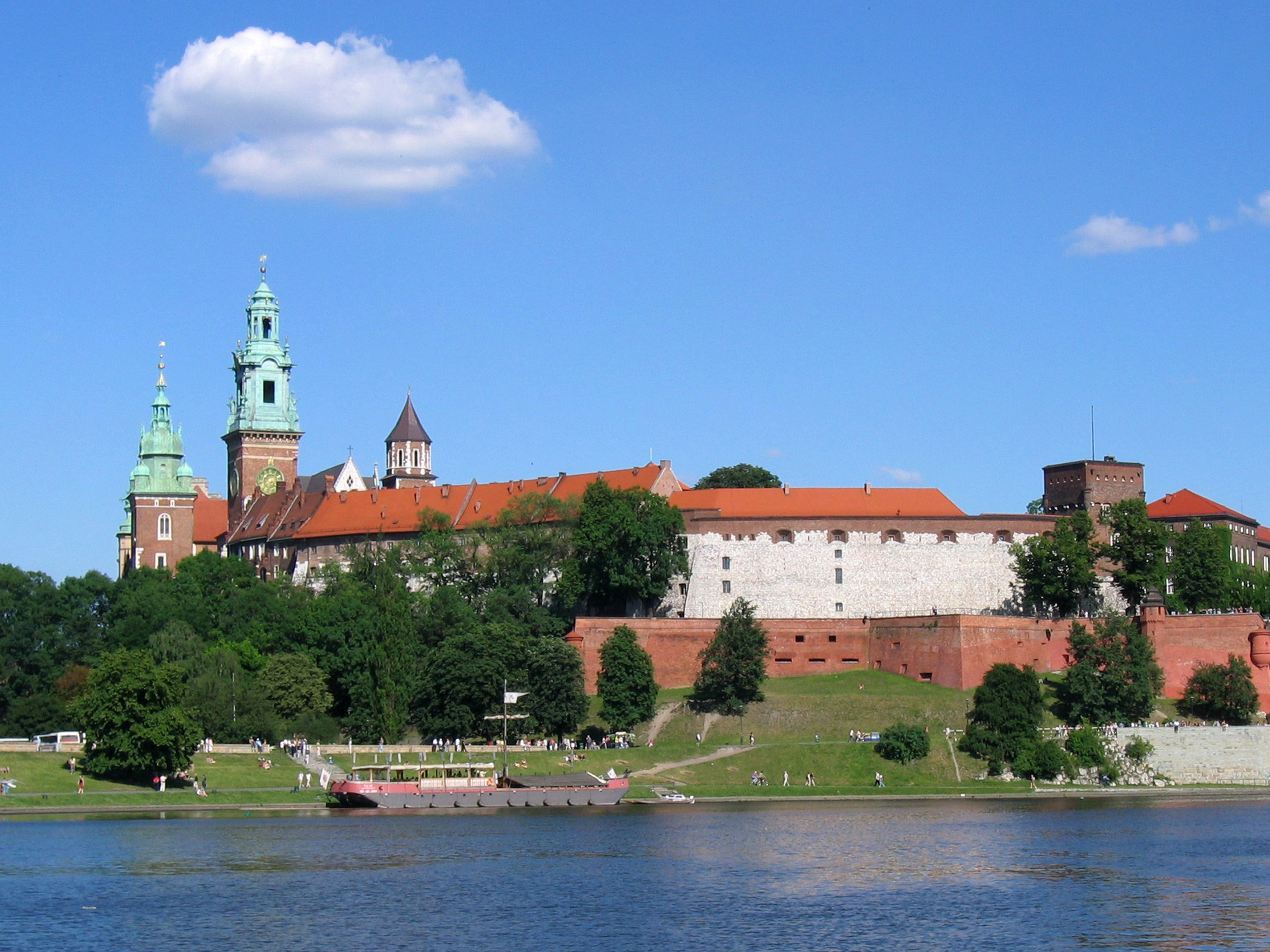
Le château de Cracovie
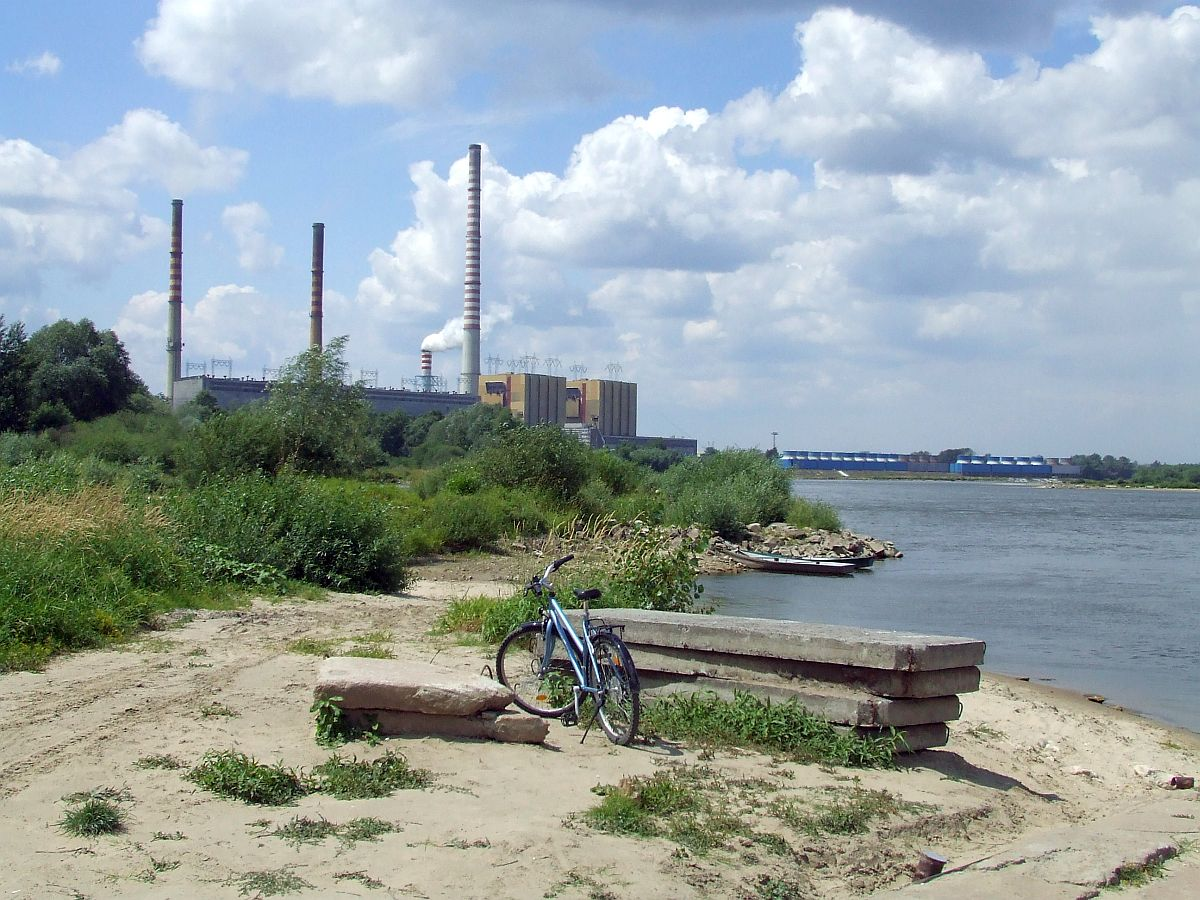
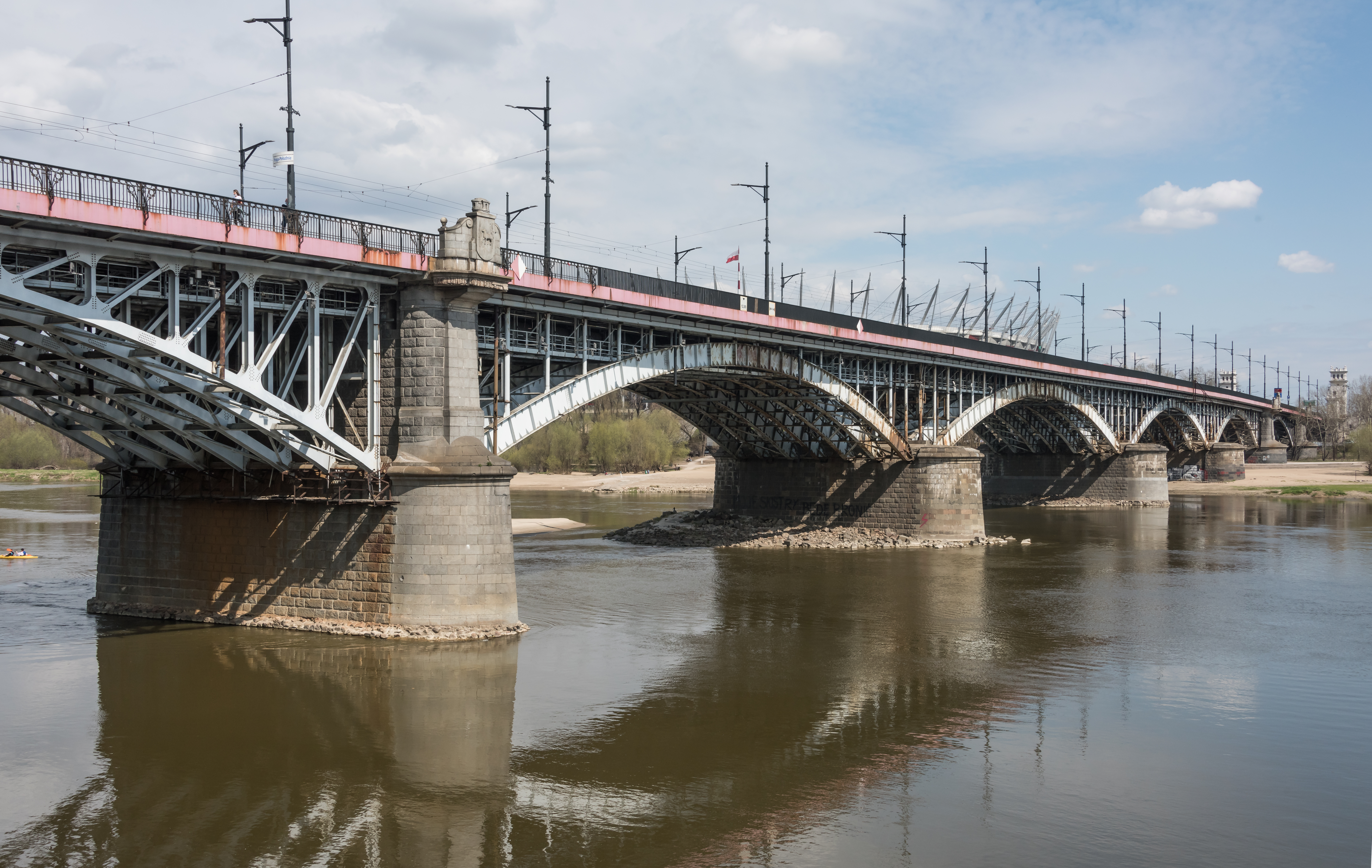
Un pont de Varsovie
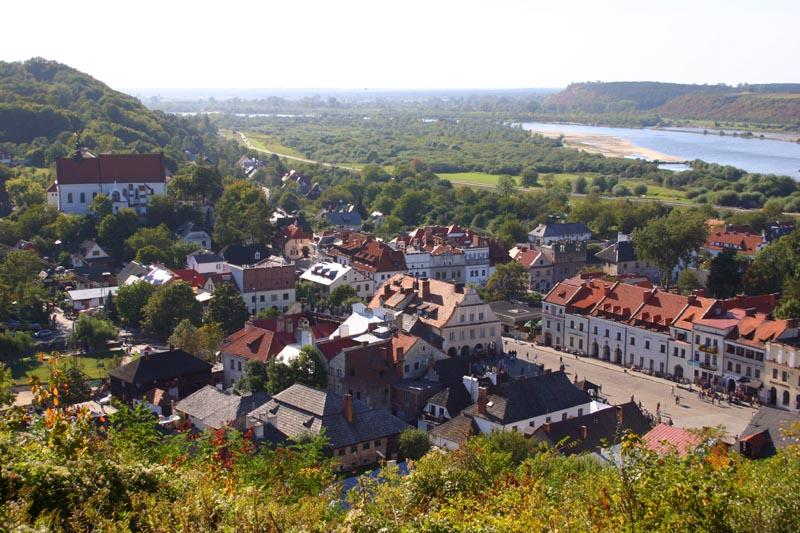
Kazimierz Dolny
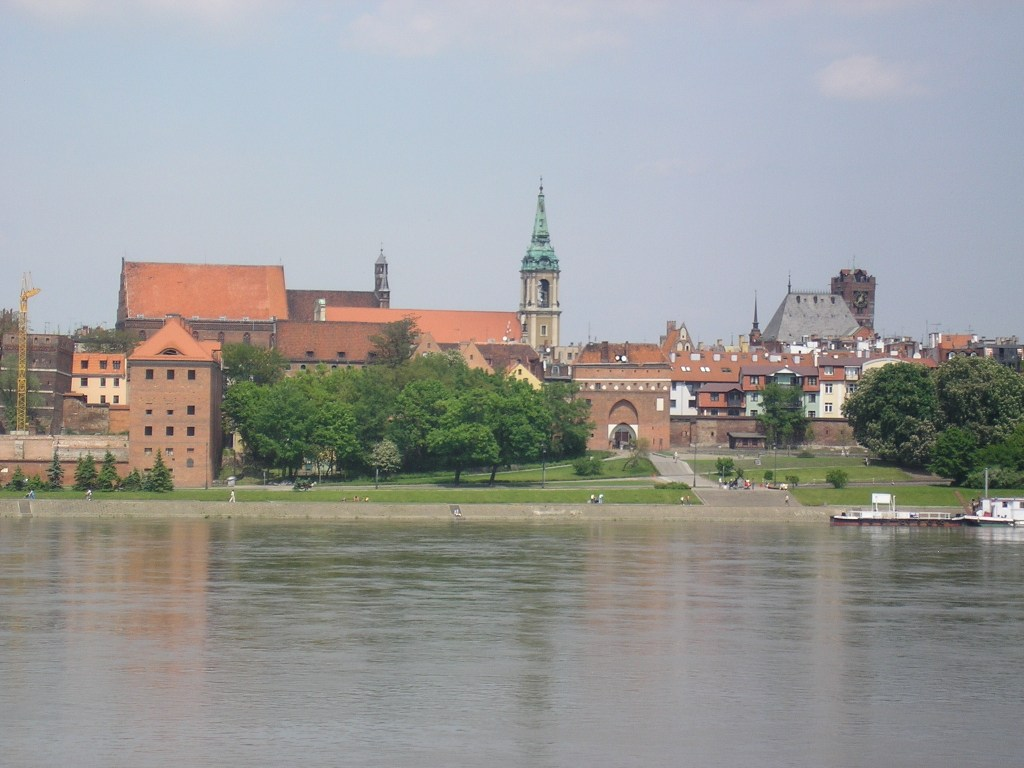
Toruń
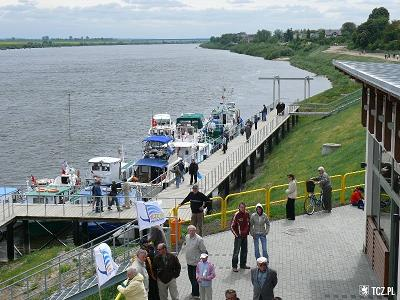
Vers Tczew
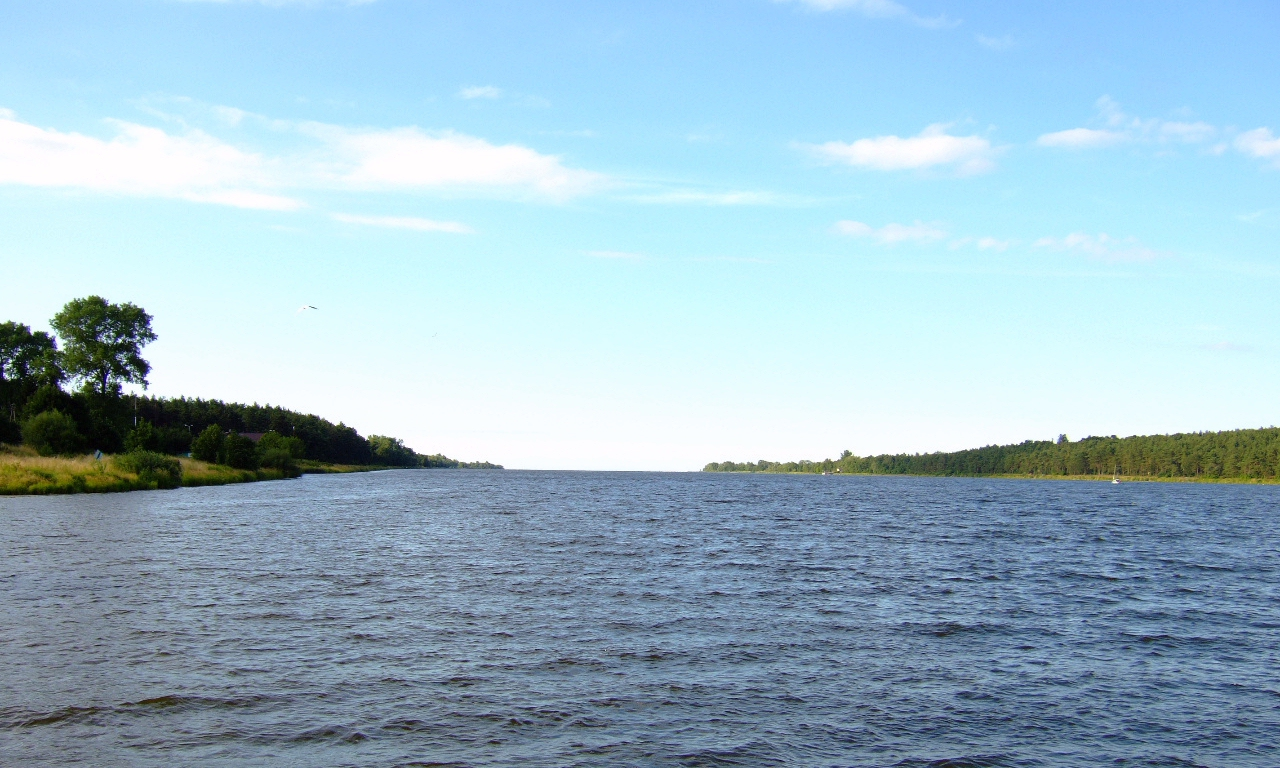
À proximité de l'embouchure
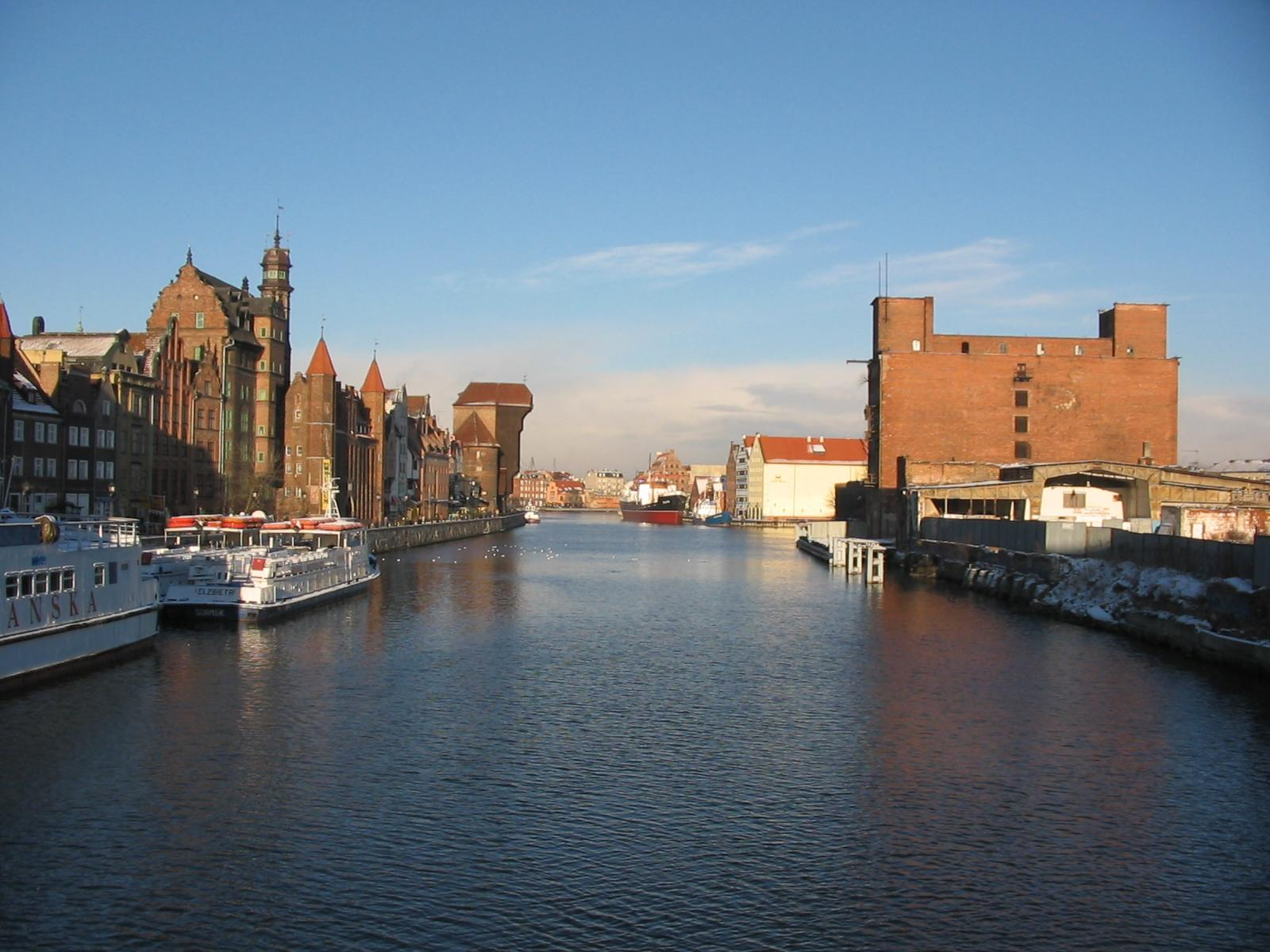
Gdańsk